# 傑納西福爾斯 (紐約州)
傑納西福爾斯（英語：Genesee Falls）是一個位於美國紐約州懷俄明縣的鎮。

## 人口
根據2020年美國人口普查的數據，傑納西福爾斯的面積為40.66平方千米，當中陸地面積為40.44平方千米，而水域面積為0.22平方千米。當地共有人口402人，而人口密度為每平方千米10人。